# Granát vzor 73
Granát vzor 73 (anglicky No. 73), přezdívaný „Termoska“ (anglicky Thermos Flask), byl protitankový granát používaný britskou armádou během druhé světové války. Přezdívku po termosce získal podle svého jednoduchého válcového tvaru. Do služby byl zaveden v listopadu 1940, ale v říjnu 1941 byl prohlášen za zastaralý v roli protitankové zbraně. Díky velkému obsahu výbušniny však byl nadále považován za dobrou demoliční nálož, například proti opevněným postavením a bunkrům. Znovu byl zaveden od března 1943 do ledna 1946. Upravenou verzi tohoto granátu použili českoslovenští parašutisté při operaci Anthropoid.

## Popis
Granát měl tvar tuby z konzervového plechu o průměru osm centimetrů a délce třicet centimetrů. Obsahoval dva kilogramy trhaviny. Rozbušku granátu chránilo bakelitové víčko. Po jeho odšroubování musel být granát vržen na cíl tak, aby rotoval kolem své kolmé osy ve směru chodu hodinových ručiček. Granát explodoval při dopadu v jakékoliv poloze. Technika hodu tímto granátem vyžadovala dlouhodobější výcvik.

## Varianta pro operaci Anthropoid
Úpravou protitankového granátu vzor 73 byly vyrobeny tři bomby, které tvořily součást výzbroje použité 27. května 1941 československými parašutisty při operaci Anthropoid k zabití Reinharda Heydricha. Bomby vznikly zkrácením pláště granátu o dvě třetiny. Zachován byl nárazový zapalovač a čtyři plechové pruhy o délce asi osm centimetrů a šířce asi jeden centimetr, které byly přehnuty kolem 500–800 gramů plastické trhaviny a omotány izolační páskou v barvě khaki.
Při akci skutečně došlo k použití jedné bomby Janem Kubišem. Heydrich byl vážně zraněn a zemřel později v nemocnici. Po útoku na místě zůstala Kubišova aktovka se dvěma nepoužitými bombami. Získalo ji gestapo, po válce spolu s dalšími artefakty přešly do správy ministerstva vnitra a roku 1947 je získal Vojenský historický ústav Praha. Bomba tvoří součást expozice v Armádního muzea Žižkov.

### Spekulace o použití botulotoxinu při zabití Heydricha
Roku 1982 vznikly spekulace, že výsadkáři používali verze otrávené botulotoxinem, připravené ve vojenské výzkumné laboratoři Porton Downu, možná samotným vedoucím výzkumu Paulem Fildesem. Kromě tvrzení P. Fildese pro to ale nejsou známy jiné důkazy a ostatní okolnosti použití granátu tomu odporují. Například střepinou z bomby byl zraněn i sám Kubiš, ale žádné příznaky otravy se u něj neobjevily.